# Siegesdenkmal (Leipzig)

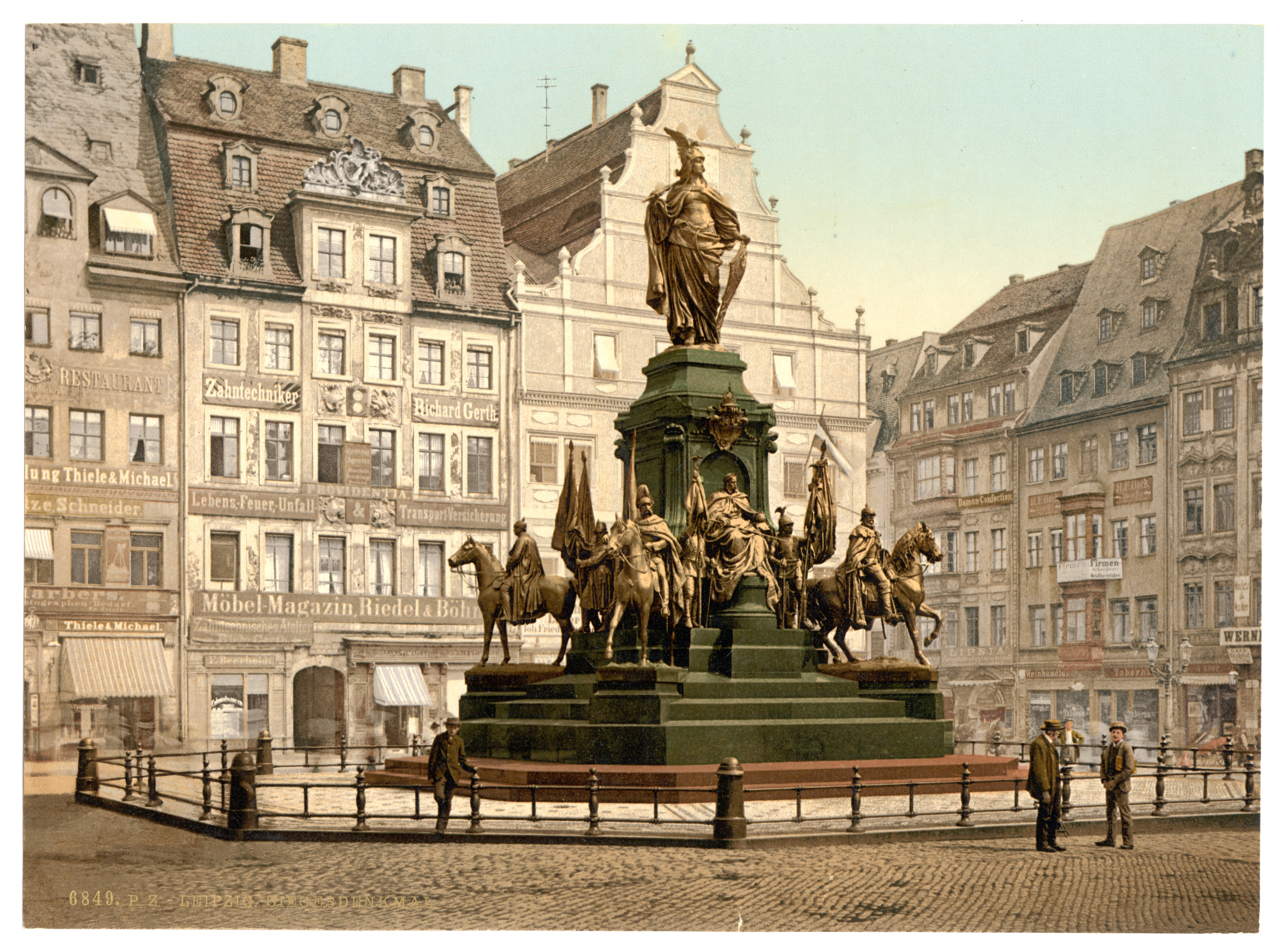
Siegesdenkmal um 1900

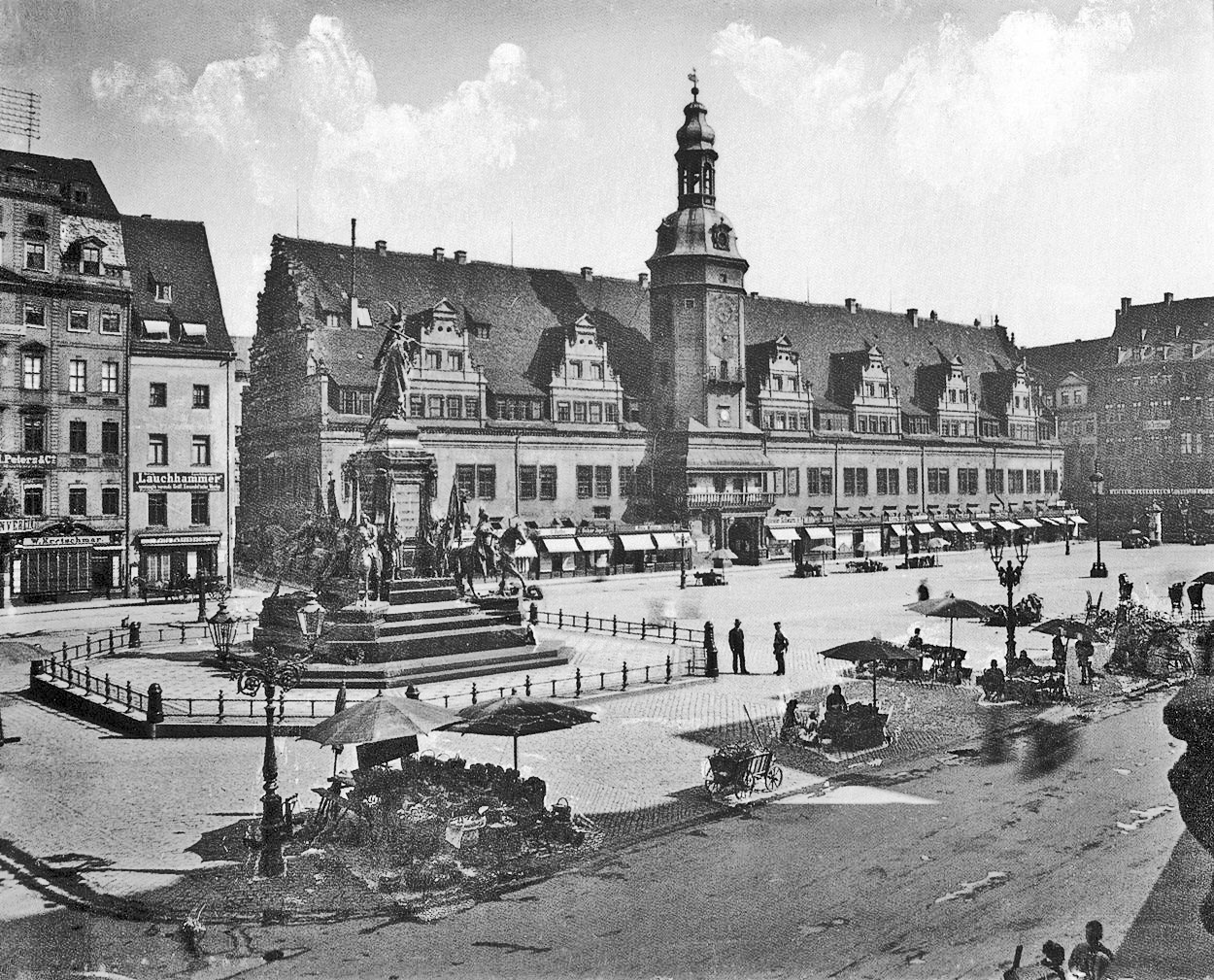
Siegesdenkmal und Altes Rathaus auf einer Fotografie um 1890

Siegesdenkmal. Holzschnitt en detail 1888

Das Siegesdenkmal in Leipzig war ein Denkmal, das an den Sieg Deutschlands im Deutsch-Französischen Krieg im Jahre 1871 erinnern sollte. Es befand sich von 1888 bis 1946 in der Mitte des nördlichen Teils des Leipziger Marktes etwa in Höhe des Nordgiebels des Alten Rathauses. Obwohl es den Krieg fast unbeschädigt überstanden hatte, wurde es 1946 vernichtet.

## Geschichte
Das Denkmal wurde nach einem Entwurf des Berliner Bildhauers Rudolf Siemering (1835–1905) geschaffen. Die Germania-Figur wurde in Braunschweig von Hermann Howaldt (1841–1891, Fa. Georg Howaldt & Sohn) aus Kupfer getrieben; sämtliche anderen Statuen wurden in Berlin und Lauchhammer aus Bronze gegossen.
Die zur Finanzierung des Siegesdenkmals benötigten insgesamt 46.409 Goldmark entnahmen die Stadtoberen dem Nachlass des Leipziger Stifters Franz Dominic Grassi (1801–1880), der mit dem Stiftungskapital von 2.327.423 Goldmark Leipzigs Künste gefördert haben wollte.
Bei der feierlichen Einweihung am 18. August 1888, dem Tag der Schlacht bei Gravelotte, waren zwei der in Bronze Gegossenen höchstpersönlich anwesend: Albert von Sachsen (1828–1902), seinerzeit Feldherr im Deutsch-Französischen Krieg, nun regierender König, und Generalfeldmarschall Helmuth Graf von Moltke (1800–1891). Weiterhin waren Königin Carola von Sachsen sowie der Generalfeldmarschall Prinz Georg von Sachsen anwesend. Der Leipziger Oberbürgermeister Otto Georgi hielt die Festrede.
Nachdem das Siegesdenkmal den Zweiten Weltkrieg und die „Metallspenden des Deutschen Volkes“ an die Rüstungsindustrie fast unbeschädigt überstanden hatte, wurde es auf Antrag der SPD vom September 1945, bei dem Stadtbaurat Beyer (SPD) die treibende Kraft war, und ohne Wissen der sowjetischen Kommandantur in Leipzig von Juni bis zum 12. Dezember 1946 als „Versinnbildlichung des Militarismus“ demontiert und eingeschmolzen. Der Verbleib eines Granitblocks des Sockels ist bekannt. Er lieferte das Material für das Heinrich-Heine-Denkmal im Gartenbereich hinter dem Volkshaus. Für den Verbleib der restlichen Blöcke werden Zeitzeugen zur Befragung gesucht.

## Baudetails
Auf einem sechs Meter hohen, mehrfach abgestuften und sich nach oben verjüngenden Sockel aus dunkelgrünem Granit mit quadratischem Grundriss befand sich das eigentliche Denkmal, das ebenfalls einen quadratischen Grundriss hatte. An der Südseite befand sich die überlebensgroße Statue des Deutschen Kaisers Wilhelm I. (1797–1888), der unter der aus dem Denkmal ragenden Kaiserkrone sitzend dargestellt wurde. Sein Kopf war mit Lorbeer bekränzt, seine Rechte erfasste das auf seinem Schoß liegende Schwert, seine Linke den Reichsapfel.

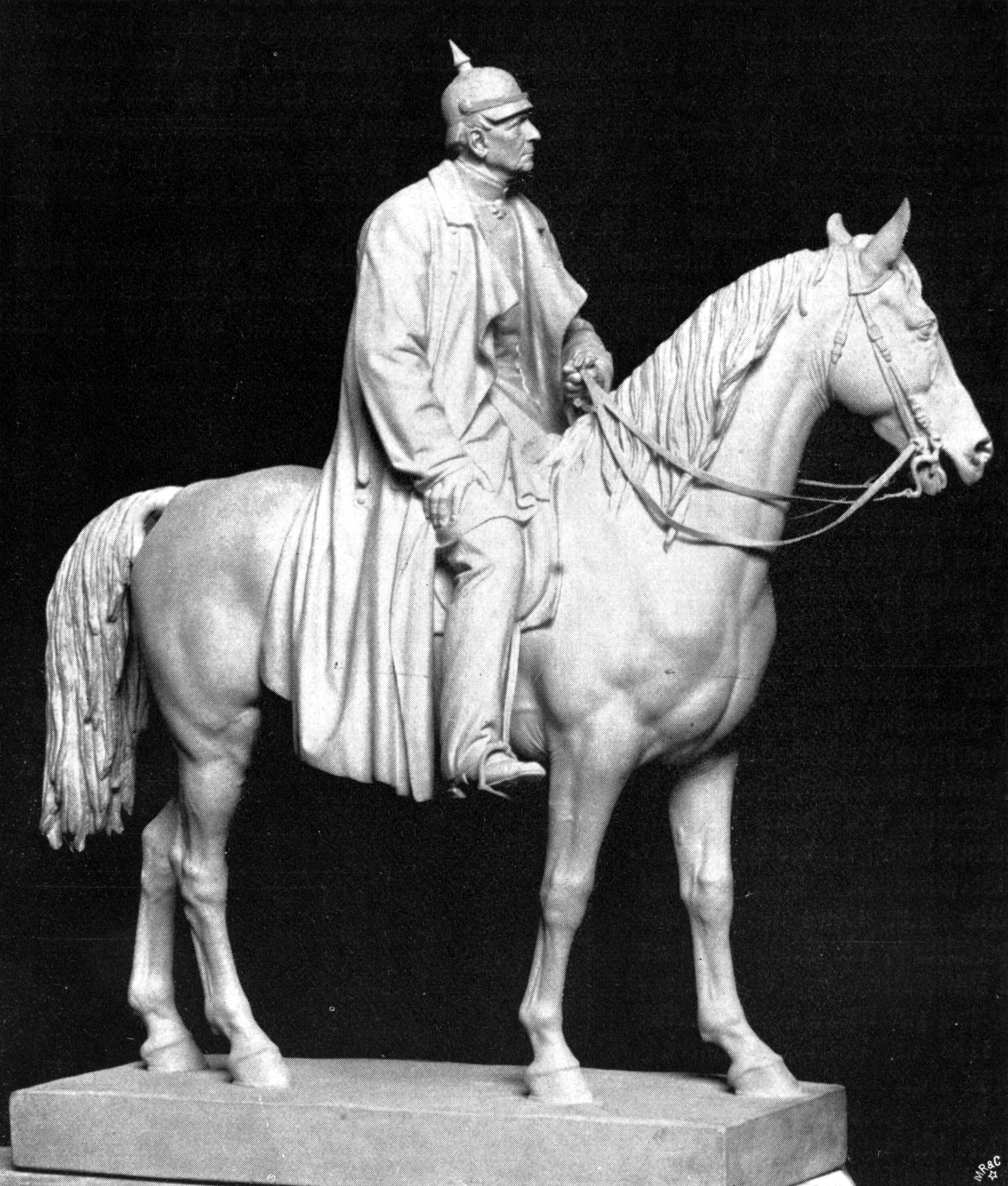
Modell des Reiterstandbildes für Graf von Moltke

An den vier Ecken standen die bronzenen Reiterfiguren von Kaiser Friedrich III., König Albert von Sachsen, Fürst Bismarck und Feldmarschall Graf Moltke. Um sie gruppierten sich acht Fahnenträger verschiedener Truppenteile der Armee, von denen je zwei eine Reiterfigur umgaben: an der Ostseite ein Württemberger (links) und ein Badener (rechts), an der Nordseite ein Landwehrmann (links) und ein Bayer (rechts), auf der Westseite ein Braunschweiger (links) und ein Sachse (rechts).
Über dem Sockel ragte die 3,80 Meter hohe Gestalt der siegreichen Germania auf, die nach Süden blickte. Im lang herabwallenden Mantel, auf dem Kopf einen Flügelhelm, stützte sie ihre linke Hand auf den Adlerschild, ihre rechte hielt das in der Scheide steckende Schwert als Symbol deutscher Friedensliebe. Auf den freigebliebenen Feldern des Postaments waren drei Bronzetafeln eingelassen, die folgende Inschriften trugen:
- an der Ostseite: „Unsrer Väter heißes Sehnen, Deutschlands Einheit ist erstritten.“
- an der Nordseite: „Unsre Brüder haben freudig für das Reich den Tod erlitten.“
- an der Westseite: „Enkel mögen kraftvoll walten, schwer Errungnes festzuhalten.“[4]